# Colette Khoury
Colette Khoury (en arabe : كوليت خوري) est une romancière et poétesse syrienne, née en 1937 à Damas, qui devint diplomate et conseillère de la République de Syrie,. 

## Biographie
Née dans les années trente à Damas, elle est la petite-fille de l'ancien premier ministre Fares al-Khoury. Elle est licenciée ès lettres françaises de l'université de Damas, en plus d'avoir obtenu un diplôme de l'école de lettres de Beyrouth. 
Son œuvre, en français et en arabe, porte sur l'amour libre et l'érotique, un sujet jusque-là tabou dans la culture syrienne. Elle a également travaillé en tant que journaliste et enseignante (aux niveaux lycéen et universitaire).
Ses fonctions gouvernementales ont ouvert la voie à un rôle majeur de la femme dans la politique syrienne et aujourd'hui, on la compte parmi les pionnières du féminisme arabe.

## Œuvres
- Ayyām maʻah (1961)
- Laylah wāḥidah (1961)
- Kiyān (1968)
- Dimashq baytī al-kabīr (1970)
- Qiṣṣatān (1972)
- Wa-marra ṣayf (1975)
- Daʼwah ilá al-Qunayṭirah (1976)
- al-Ayyām al-maḍīʼah : qiṣaṣ (1984)
- Wa-marra ṣayf : riwāyah (1985)
- Imraʼah : majmūʻat qiṣaṣ (2000)
- al-Marḥalah al-murrah : qiṣaṣ ṭawīlah (2002)
- Sa-talmisu aṣābiʻī al-shams : qiṣṣah ramzīyah (2002)
- Fī al-zawāyā-- ḥakāyā : tisʻ qiṣaṣ wa-masraḥīyah (2003)
- Kūlīt Khūrī : būḥ al-yāsmīn al-Dimashqī (2008)
- Wa-yabqá al-waṭan fawqa al-jamīʻ (2010)[4]